# Inre-Ljusvattnet (Burträsks socken, Västerbotten)
Inre-Ljusvattnet är en sjö i Skellefteå kommun i Västerbotten och ingår i Bureälvens huvudavrinningsområde. Sjön har en area på 0,448 kvadratkilometer och ligger 142,1 meter över havet. Sjön avvattnas av vattendraget Ljusvattsbäcken.

## Delavrinningsområde
Inre-Ljusvattnet ingår i det delavrinningsområde (717752-172264) som SMHI kallar för Utloppet av Inre Ljusvattnet. Medelhöjden är 185 meter över havet och ytan är 6,36 kvadratkilometer. Räknas de 2 avrinningsområdena uppströms in blir den ackumulerade arean 12,24 kvadratkilometer. Ljusvattsbäcken som avvattnar avrinningsområdet har biflödesordning 2, vilket innebär att vattnet flödar genom totalt 2 vattendrag innan det når havet efter 85 kilometer. Avrinningsområdet består mestadels av skog (57 procent) och jordbruk (27 procent). Avrinningsområdet har 0,42 kvadratkilometer vattenytor vilket ger det en sjöprocent på 6,6 procent.